# Chincha Alta

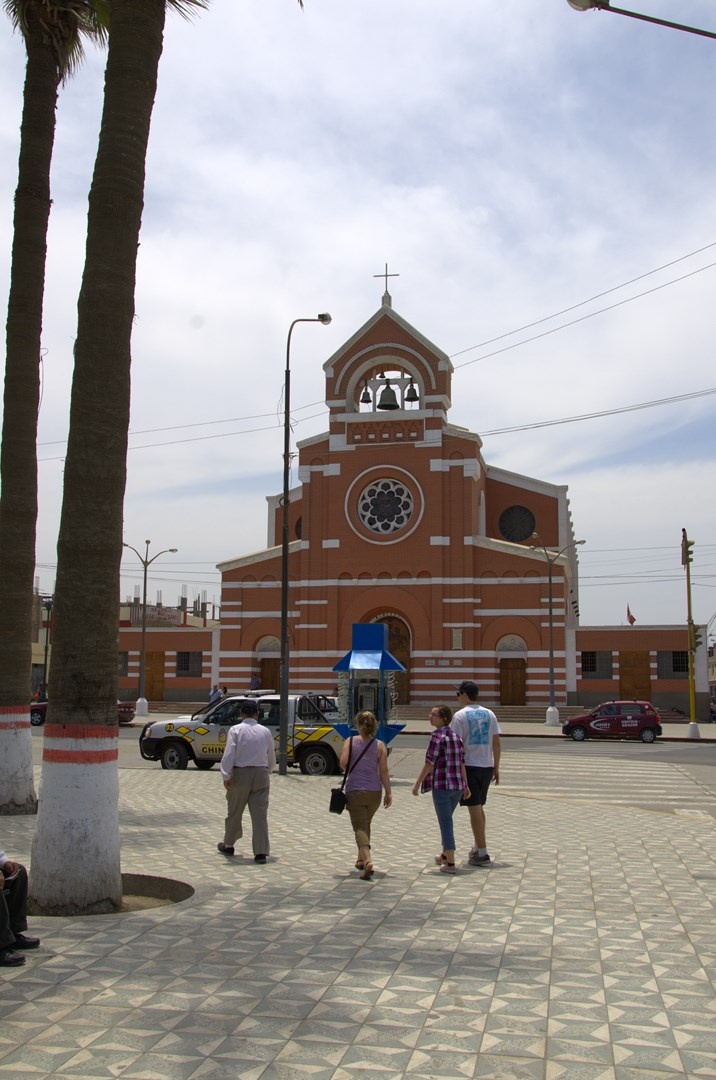
Piazza Principale di Chincha con la chiesa di Santo Domingo nel centro della citta

Chincha Alta, comunemente conosciuta semplicemente come Chincha, è una città del Perù nella provincia di Ica.
Situata 200 km a sud di Lima, il 15 agosto 2007 è stata colpita da un terremoto che la distrusse per buona parte. Da allora è cominciata la ricostruzione.